# Ergavia meroparia
Ergavia meroparia là một loài bướm đêm trong họ Geometridae.